# Крамер, Яна
Я́на Рэй Кра́мер (англ. Jana Rae Kramer; 2 декабря 1983, Рочестер-Хиллз, Мичиган, США) — американская актриса

 и кантри-певица.

## Биография
Яна Рэй Крамер выросла в городе Рочестер, штат Мичиган, где она училась в средней школе Рочестер Адамс. Дебютировала в кино в 2002 году. В феврале 2011 года заключила контракт с музыкальным лейблом «Elektra Records» и в 2012 году выпустила дебютный альбом Jana Kramer. В 2013 году была номинирована на премию «Teen Choice Award» в категории «Choice Female Country Artist».
Несколько месяцев в 2004 году Яна была замужем за Майклом Гамбино. В 2010—2011 годы она была замужем за актёром Джонатоном Шеком.
С 22 мая 2015 года Яна замужем в третий раз за футболистом Майком Коззином, с которым она встречалась 9 месяцев до их свадьбы. У супругов есть двое детей — дочь Джоли Рэй Коззин (род. 31.01.2016) и сын Джейс Джозеф Коззин (род. 29.11.2018). В августе 2016 года стало известно, что пара рассталась после пятнадцати месяцев брака, но, по состоянию декабрь 2017 года, они вновь сошлись. В мае 2018 года Крамер призналась, что перенесла множество выкидышей в этом браке, один из которых произошёл в прошлом году на 10-й неделе беременности.

## Фильмография
| Год       |    | Русское название                          | Оригинальное название                 | Роль              |
| --------- | -- | ----------------------------------------- | ------------------------------------- | ----------------- |
| 2002      | в  | Мертвый/неживой                           | Dead/Undead                           | Элис Сент Джеймс  |
| 2003      | с  | Все мои дети                              | All My Children                       | девушка           |
| 2003      | ф  | Пассаж                                    | The Passage                           | бармен            |
| 2003      | ф  | Кровавые игры                             | Blood Games                           | любовница Тиамата |
| 2004      | в  | Инстинкт хищника                          | Blue Demon                            | Кэрри             |
| 2005      | ф  | Возвращение живых мертвецов 4: Некрополис | Return of the Living Dead: Necropolis | Кэти Уильямс      |
| 2006      | ф  | Клик: С пультом по жизни                  | Click                                 | Джули Ньюмен      |
| 2006      | с  | C.S.I.: Место преступления                | CSI: Crime Scene Investigation        | девушка           |
| 2006      | с  | C.S.I.: Место преступления Нью-Йорк       | CSI: NY                               | Пэйдж Роуенд      |
| 2007      | ф  | Коробочные жильцы                         | Boxboarders!                          | Виктория          |
| 2007—2008 | с  | Огни ночной пятницы                       | Friday Night Lights                   | Ноэлль Дэвенпорт  |
| 2008      | ф  | Звезды бара                               | Bar Starz                             | Райан             |
| 2008      | ф  | Выпускной                                 | Prom Night                            | Эйприл            |
| 2008      | с  | Анатомия страсти                          | Grey's Anatomy                        | Лола              |
| 2008—2012 | с  | 90210: Новое поколение                    | 90210                                 | Портия Рэнсон     |
| 2008      | ф  | Покерный клуб                             | The Poker Club                        | Труди             |
| 2009      | ф  | Весенний отрыв                            | Spring Breakdown                      | девушка           |
| 2009      | ф  | Похороненная                              | Laid to Rest                          | Джейми            |
| 2009      | с  | Частная практика                          | Private Practice                      | Лайла             |
| 2009      | с  | Красавцы                                  | Entourage                             | Брук              |
| 2009—2012 | с  | Холм одного дерева                        | One Tree Hill                         | Алекс Дюпре       |
| 2013      | ф  | Приближение полночи                       | Approaching Midnight                  | Аспен             |
| 2013      | ф  | Глушь                                     | Heart of the Country                  | Фэйт Керредей     |
| 2016      | ф  | Крушение кантри                           | Country Crush                         | Катерина Бишоп    |
| 2017      | тф | Любовь с первого лая                      | Love at First Bark                    | Джулия Гэлвинс    |
| 2017      | ф  | Рождество в Миссисипи                     | Christmas in Mississippi              | Холли Логан       |
| 2018      | ф  | Поддержите девушек                        | Support the Girls                     | Шейна             |
| 2019      | тф |                                           | Christmas in Louisiana                | Сара Винтер       |
| 2020      | тф |                                           | A Welcome Home Christmas              | Хлои              |
| 2021      | ф  |                                           | Riptide                               | Бритт             |

## Дискография
- сингл «Why Ya Wanna» (2012, Elektra Records)
- сингл «Whiskey» (2012, Elektra Records)
- альбом «Jana Kramer» (2012, Elektra Records)
- сингл «I Hope It Rains» (2013)
- альбом «Thirty One» (2015, Elektra Records)